# Pungcheon-myeon
Pungcheon-myeon (koreanska: 풍천면) är en socken i kommunen Andong i provinsen Norra Gyeongsang i den centrala delen av Sydkorea, 180 km sydost om huvudstaden Seoul.
Hahoe, en del av världsarvet Historiska byar i Korea, ligger i Pungcheon-myeon. Här ligger även den centrala administrationen för provinsen Norra Gyeongsang.